# River Deep – Mountain High
"River Deep – Mountain High" er en sang skrevet af Phil Spector, Jeff Barry og Ellie Greenwich. Sangen blev første gang indspillet i 1965 og udgivet på single i 1966 af Ike & Tina Turner med et pladecover udarbejdet af Dennis Hopper. Til trods for, at singlen kom på tredjepladsen på UK Singles Chart i Storbritannien, opnåede singlen blot en 88. plads på Billboard Hot 100 i USA, hvilket gjorde sangskriveren og producenten Phil Spector så deprimeret, at han trak sig tilbage fra musikbranchen i to år. 
Sangen anses som et af de bedste eksempler på Phil Spectors Wall of Sound og blev indspillet af Tina Turner og studiemusikere fra The Wrecking Crew. I en noget usædvanlig pladekontrakt med Ike Turner modtog Ike Turner 20.000 dollar for at lægge navn til pladen, men samtidig at holde sig væk fra studiet under indspilningen. Ike Turner var kendt for at ville kontrollere sine indspilninger i mindste detalje, og Phil Spector ønskede ikke indblanding fra Ike Turner i produktionen. Selve produktionsomkostningerne (udover honoraret til Ike Turner for at blive væk) udgjorde 22.000 dollar, hvilket var helt uhørt på den tid. 
På trods af den begrænsede kommercielle succes i USA ved singlens udgivelse anses sangen i dag for en klassiker indenfor populærmusikken. Rolling Stone Magazine placerede "River Deep – Mountain High" som nr. 33 på magasinets liste The 500 Greatest Songs of All Time.
"River Deep – Mountain High" er siden blevet indspillet af en lange række musikere og sangere. I Danmark blev den udgivet i 1968 af Annisette & Dandy Swingers, der opnåede et hit i Danmark med sangen. Sangen er endvidere indspillet af blandt andre Deep Purple og Eric Burdon & The Animals, som begge udgav sangen på single i 1969. I 1970 blev sangen indspillet af The Supremes med The Four Tops og i  en instrumentalversion af The Shadows. Siden er sangen indspillet af blandt andre Katrina and the Waves, Erasure, Annie Lennox, Neil Diamond, Céline Dion og Meat Loaf.

## Medvirkende
På originalindspilningen fra 1965 medvirker:
- Tina Turner, vokal
- Leon Russell, keyboard
- Jim Horn, saxofon
- Barney Kessel, guitar
- Glen Campbell, guitar
- Carol Kaye, El-bas
- Hal Blaine, trommer
- Earl Palmer, trommer